# 음성군의 농어촌버스
음성군 농어촌버스는 총 26개의 노선을 운행하며, ㈜음성교통에서 맡고 있다. 음성군에서 운영되는 시내버스 및 농어촌버스는 음성군 이외에도 진천군, 증평군까지 운행한다.

## 운임
2024년 11월 23일 기준 운임이다.
| 종류 | 나이                    | 카드 (원) | 현금 (원) |
| ---- | ----------------------- | --------- | --------- |
| 일반 | 어른 (만 19세 이상)     | 1650      | 1700      |
| 일반 | 청소년 (만 13세 ~ 18세) | 1300      | 1350      |
| 일반 | 어린이 (만 7세 ~ 12세)  | 800       | 850       |

- 2013년까지는 구간운임제로 운영했는데, 10km까지는 기본 운임으로 이용할 수 있었으며, 이를 초과하는 거리에 대해서는 1 km 당 107.84원씩 추가운임이 붙었었다.
- 2014년부터 단일운임제를 시행하였다.[2]
- 음성군 관내를 경유하는 수도권 면허 버스[3]는 수도권 통합운임제를 적용받는다.

## 운수 업체
2014년 12월 기준이다.
| 운행업체 | 면허 대수 | 면허 대수 | 면허 대수 | 면허 대수 |
| -------- | --------- | --------- | --------- | --------- |
| 운행업체 | 대수 합계 | 일반버스  | 좌석버스  | 공영버스  |
| 음성교통 | 24        | 20        | 4         | 13        |
| 합계     | 24        | 20        | 4         | 13        |

## 운행 노선

### 음성공용버스터미널 출발
| 노선 번호 | 운행구간 | 운행구간 | 운행구간       | 경유지 | 운행 횟수 | 비고 |
| --------- | -------- | -------- | -------------- | --- | --------- | --- |
| 610       | 음성     | →        | 금왕임시정류소 | 예술회관, 신천1리, 소여1리, 소여2리, 감우리, 사정리 | 21회      | 07:00, 07:30, 07:50, 08:40, 09:10(복지관 경유), 10:10, 11:20, 11:50, 12:30, 14:00, 14:40, 15:20, 16:00, 16:50, 17:40, 18:20, 19:00, 19:40, 20:30 611 사정1리 경유 13:10 612 반도체 경유 08:00                                                                 |
| 690       | 음성     | ↔        | 한벌           | 한벌리 | 2회       | 08:10, 15:00 음성 방면 08:30, 15:20 |
| 670       | 음성     | ↔        | 생골           | 군농협, 용산2리, 거리내 | 2회       | 09:40, 14:00 음성 방면 10:00, 14:10 |
| 660       | 음성     | ↔        | 증평           | 보건소, 포란재아파트, 하당리, 하당1리, 상당2리-하, 상당1리-행치, 상당1리, 마송3리, 보천, 보천리, 방죽안, 복호, 문암4리, 문암1리, 문암2리, 문암3리, 문암리, 도안농공단지, 송정-석곡, 화성1리-성도리, 도안보건지소, 화성3리-상작, 도안삼거리, 화성5-6-7리, 형석중-고등학교, 대성베르힐, 삼일아파트, 증평우체국    | 2회       | 07:20, 17:20 음성 방면 08:00, 17:30 |
| 680       | 음성     | ↔        | 광벌           | 군농협, 용산2리, 용산6리, 음성가섭정, 용산4리, 용산5리, 광벌, (이하 역순) 군농협, 용산2리, 용산6리, 봉학골산림욕장, 용산6리, 음성가섭정, 용산4리, 용산5리, 광벌, 용산5리, 용산4리, 음성가섭정, 용산6리, 용산2리                                                                                                 | 5회       | 06:50, 19:00 681 봉학골 경유 10:00, 12:50, 16:00 음성 방면 07:00, 10:20, 13:10, 16:20, 19:10 |
| 651       | 음성     | ↔        | 율동           | 예술회관, 신천1리, 소여1리, 소여2리, 뱅거리, 구례골(초천1리), 덕생초교, 삼생1리, 초천4리, 초천3리.샛골, 초천3리, 초천2리(밤나무재) 하당1리, 하당리, 신천리, 포란재아파트, 보건소 | 3회       | 각각 09:00, 14:00, 18:40 음성 방면 09:20 하당, 14:20 율동, 신천, 19:00 초천, 무극 652 653 |
| 650       | 음성     | ↔        | 초천           | 예술회관, 신천1리, 소여1리, 소여2리, 뱅거리, 구례골(초천1리), 덕생초교, 삼생1리, 초천4리, 초천3리.샛골, 초천3리, 초천2리(밤나무재) 하당1리, 하당리, 신천리, 포란재아파트, 보건소 | 1회       | 초천 방면 06:50 음성 방면 07:00 651, 652, 653 노선 참고 |
| 640       | 음성     | ↔        | 동음           | 예술회관, 초천2리, 초천3리, 초천3리.샛골, 초천4리, 삼생1리, 덕생초교, 삼생2리, 삼생4리, 동음1리, 코스카C.C, 동음리, 동음1리, 삼생4리, 삼생2리, 삼생3리, 향정, 삼용2리, 삼용리, 삼용1리, 조촌2리, 장갈(조촌2리), 조촌2리, 조촌1리, 보천, 마송3리, 상당1리, 상당리, 상당2리, 하당리, 신천리, 포란재아파트, 보건소 | 1회       | 동음 방면 06:40 646 08:10 신천, 동음, 월창, 신천 642 09:00, 11:00 장갈, 동음, 월창, 장갈, 보천 644 10:10, 14:20 장갈, 동음, 장갈, 보천 641 13:00, 15:40, 17:40 신천, 월창, 동음, 신천 643 17:00 장갈, 월창, 동음, 장갈, 산단 645 19:50 보천, 장갈, 동음(종료) |
| 800       | 음성     | ↔        | 후미           | 한벌리, 비산1리, 비산2리, 대장2리, 현대중공업, 대장1리, 소이면사무소, 새터, 장구실, 후미1리, 후미2리, (이하 역순) | 9~10회    | 후미 방면 06:50, 19:40 801 07:30 비산, 돌뫼, 여증 802 08:20, 10:50 비산, 후미, 돌뫼 803 18:00 비산, 돌뫼, 후미 804 09:40 비산, 새터, 문등, 장구실, 후미, 돌뫼 805 12:30, 14:40 비산, 돌뫼, 후미, 문등, 장구실, 비산 806 16:20 비산, 후미, 문등, 장구실, 비산  |
| 801       | 음성     | ↔        | 돌뫼           | 한벌리, 비산1리, 비산3리, 돌뫼, 비산3리, 비산2리, 대장2리, 현대중공업, 대장1리, 소이면사무소, (이하 역순) | 7회       | 801 07:30 비산, 돌뫼, 여증 802 08:20, 10:50 비산, 후미, 돌뫼 803 18:00 비산, 돌뫼, 후미 804 09:40 비산, 새터, 문등, 장구실, 후미, 돌뫼 805 12:30, 14:40 비산, 돌뫼, 후미, 문등, 장구실, 비산                                                                  |
| 830       | 음성     | ↔        | 충도, 구안     | 장호상가, 음성역, 평곡4리, 석인1리, 충도1리, 충도2리, 충도3리, 충도4리, 구안리-큰말, 구안리, 하로3리, 하로2리, 신천리, 포란재아파트, 보건소 | 7회       | 구안 방면 07:20, 09:00, 11:00, 13:00, 14:50, 17:20, 19:30 |
| 812       | 음성     | ↔        | 문등           | 장호상가, 음성역, 평곡4리, 석인1리, 금고2리, 금고리, 봉전2리, 봉전1리, 갑산2리, 탑촌, 갑산리-정주안, 갑산리, 갑산2리, 봉전1리, 중동1리, 중동리, 중동2리, 중동3리-상촌, 중동3리-갈마절, 현동, 웅동삼거리, 문등2리, 문등1리, 중동리, 중동1리, 봉전2리, 금고리, 금고2리, 석인1리, 평곡4리, 농공단지, 장호상가      | 8회       | 문등 방면 07:10 813 08:00, 19:30 설피, 문등 804 09:40 비산, 문등, 장구실, 후미, 돌뫼 805 12:30, 14:40 비산, 돌뫼, 후미, 문등, 장구실 806 16:20 비산, 후미, 문등, 장구실, 비산 814 18:20 금고, 갑산2, 감산, 설피, 문등 813 19:30 갑산2, 갑산, 설피, 문등       |
| 811       | 음성     | ↔        | 갑산, 설피     | 장호상가, 음성역, 평곡4리, 석인1리, 금고2리, 금고리, 봉전2리, 봉전1리, 갑산2리, 탑촌, 갑산리-정주안, 갑산리, 갑산2리, 봉전1리, 중동리, 중동4리, 중동4리-갈마절, 중동3리-상촌, 중동2리, 중동리, 중동1리, 봉전2리, 금고리, 금고2리, 석인1리, 평곡4리, 농공단지, 장호상가                                          | 9회       | 812 07:10 갑산2, 갑산, 설피, 중동4, 문등, 금고 813 08:00, 19:30 갑산2, 갑산, 설피, 중동4 811 09:40, 11:40 816 15:10 금고, 갑산2리, 갑산, 중동4, 설피 817 17:00 갑산2, 갑산, 중동4, 설피 814 18:20 금고, 갑산2, 갑산, 설피, 중동4, 문등                        |
| 815       | 음성     | ↔        | 금고리         | 장호상가, 음성역, 평곡4리, 석인1리, 금고2리, 금고리, 봉전2리, 봉전1리, 갑산2리, 탑촌, 갑산리-정주안, 갑산리, 갑산2리, 봉전1리, 중동1리, 중동리, 중동2리, 중동3리-상촌, 중동3리-갈마절, 현동, 웅동삼거리, 문등2리, 문등1리, 중동리, 중동1리, 봉전2리, 금고리, 금고2리, 석인1리, 평곡4리, 농공단지, 장호상가      | 4회       | 금고리 방면 07:10, 14:00, 15:10, 18:20 음성 방면 812 07:45 815 14:10 갑산2, 갑산, 설피 816 15:20 봉전2, 갑산2, 갑산, 설피 814 18:30 갑산2, 갑산, 설피, 문등                                                                                                   |
| 816       | 음성     | ↔        | 봉전2리        | 장호상가, 음성역, 평곡4리, 석인1리, 금고2리, 금고리, 봉전2리, 봉전1리, 갑산2리, 탑촌, 갑산리-정주안, 갑산리, 갑산2리, 봉전1리, 중동1리, 중동리, 중동2리, 중동3리-상촌, 중동3리-갈마절, 현동, 웅동삼거리, 문등2리, 문등1리, 중동리, 중동1리, 봉전2리, 금고리, 금고2리, 석인1리, 평곡4리, 농공단지, 장호상가      | 3회       | 봉전2리 방면 15:10 811 09:40, 11:40 봉전2, 갑산2, 갑산, 설피 |
| 821       | 음성     | ↔        | 덕정           | 보건소, 포란재아파트, 하당리, 하당1리, 상당2리-하, 상당1리-행치, 상당1리, 마송3리, 보룡2리, 덕정리, 삼용2리, 삼용리, 삼용1리, 조촌2리, 장갈(조촌2리), 보천, 마송3리, 상당1리, 상당리, 상당2리, 하당리, 신천리, 포란재아파트, 보건소                                                                             | 7회       | 820 06:50 마송, 덕정, 주봉, 상노, 여중 821 08:30 원남산단, 덕정, 장갈 823 10:40 주봉, 마송2, 덕정, 상노 825 13:40 하당초, 덕정, 마송 827 16:20 하당초, 덕정, 마송 828 18:10 상노, 덕정, 마송 829 19:30 상노, 주봉, 덕정                                       |
| 822 외    | 음성     | ↔        | 상노           | 보건소, 포란재아파트, 하당리, 하당1리, 상당2리-하, 상당1리-행치, 상당1리, 마송3리, 마송리, 마송2리, 주봉3리-덕문제, 주봉2리, 주봉1리, 주봉3리-덕문제, 마송리, 마송2리, 마송리, 마송3리, 보천, 보천리, 마송리, 보천리, 보천, 마송3리, 상노리, 상당2리, 하당리, 신천리, 포란재아파트, 보건소                      | 7회       | 820 06:50 마송, 덕정, 주봉, 상노, 여중 822 08:50 823 10:40 주봉, 마송2, 덕정, 상노 826 16:00 상노, 주봉, 마송2 828 18:10 상노, 덕정, 마송 829 19:30 상노, 주봉, 덕정                                                                                          |
| 829 외    | 음성     | ↔        | 주봉           | 보건소, 포란재아파트, 하당리, 하당1리, 상노리, 주봉3리, 마송리, 마송2리, 주봉3리-덕문제, 주봉2리, 주봉1리, 주봉3리-덕문제, 마송2리, 마송리, 마송3리, 보룡2리, 덕정리, 보룡2리, 마송3리, 상당1리, 상당리, 상당2리, 하당리, 신천리, 포란재아파트, 보건소                                                          | 6회       | 820 06:50 마송, 덕정, 주봉, 상노, 여중 822 08:50 주봉, 마송2, 마송, 상노 823 10:40 덕정, 주봉, 마송2, 상노 824 13:00 상노, 주봉, 마송2, 상노 826 15:00 상노, 주봉, 마송2 829 19:30 주봉, 덕정                                                                 |
| 820 외    | 음성     | ↔        | 마송           | 보건소, 포란재아파트, 하당리, 하당1리, 상당2리-하, 상당1리-행치, 상당1리, 마송3리, 마송리, 마송2리, 주봉3리-덕문제, 주봉2리, 주봉1리, 주봉3리-덕문제, 마송리, 마송2리, 마송리, 마송3리, 보천, 보천리, 마송리, 보천리, 보천, 마송3리, 상노리, 상당2리, 하당리, 신천리, 포란재아파트, 보건소                      | 5회       | 820 06:50 마송, 덕정, 주봉, 상노, 여중 822 08:50 주봉, 마송2, 마송, 상노 825 13:40 하당초, 덕정, 마송 827 16:20 하당초, 덕정, 마송 828 18:10 상노, 덕정, 마송                                                                                                 |
| 826 외    | 음성     | ↔        | 마송2          | 보건소, 포란재아파트, 하당리, 하당1리, 상노리, 주봉3리, 마송리, 마송2리, 주봉3리-덕문제, 주봉2리, 주봉1리, 주봉3리-덕문제, 마송리, 마송2리, 마송리, 마송3리, 상당1리, 상당리, 상당2리, 하당리, 신천리, 포란재아파트, 보건소                                                                                     | 4회       | 822 08:50 주봉, 마송2, 덕정, 상노 823 10:40 주봉, 마송2, 덕정, 상노 824 13:00 상노, 주봉, 마송2, 상노 826 16:00 상노, 주봉, 마송2 |

### 인접 시·군 노선
| 지역 | 노선                        |
| ---- | --------------------------- |
| 여주 | 929                         |
| 충주 | 122 · 171 · 172 · 365 · 413 |